# کاسل (منطقه)
کاسل (به آلمانی: Kassel (region)) یک رگیرونگسبتسیرک در آلمان است که در هسن واقع شده‌است.

## خصوصیات
کاسل ۱٬۲۵۲٬۹۰۷ نفر جمعیت دارد.